# 瑟曼·蒙森
瑟曼·李·蒙森（英語：Thurman Lee Munson，1947年6月7日—1979年8月2日），為美國職棒大聯盟的捕手。職業生涯全效力於紐約洋基隊。他生涯一共入選7次明星賽、3次金手套獎、1次年度MVP。
蒙森在1968年大聯盟選秀於第一輪第四順位被洋基隊選走。1970年，他拿下美聯新人王。1976年，他被任命為紐約洋基隊的隊長，同年拿下美聯MVP。1977年至1978年，他率領洋基隊拿下世界大賽二連霸。
1979年8月，蒙森駕駛著自己的私人飛機準備在阿克倫-坎頓機場降落。不過飛機在降落時卻發生事故，在駕駛艙的蒙森當場窒息身亡，享年僅32歲。兩天後，洋基隊宣布將蒙森的15號背號永久退休，並設置一塊匾額放在主場後方的紀念碑公園以茲紀念。

## 生平

### 職業生涯
1968年–1970年
1968年大聯盟選秀，洋基隊在第一輪第四順位選進了蒙森。該年他在小聯盟繳出3成01的打擊率，外帶6轟與37分打點的成績。1969年8月8日，蒙森登上大聯盟。他在初登板便敲出2支安打與1分打點。2天後，他敲出了大聯盟首轟。該年他的打擊率為2成56，並敲出1轟與9分打點。由於他在1969年的打席數未達新人標準，因此他在1970年仍具有新秀身分。
1969年，當時洋基隊由Jake Gibbs和Frank Fernández擔任捕手工作。不過洋基隊在1970年將Fernández交易到運動家。而獲得大量出賽機會的蒙森也以3成02的打擊率，外帶7轟與57分打點的成績拿下美聯新人王。
1971年–1974年
1971年，蒙森首度入選明星賽。不過他只在後面2局接替守備，並無打擊記錄。該年蒙森僅發生一次失誤，因此他的防守也獲得極高的評價。
而蒙森和紅襪隊的捕手卡爾頓·費斯克在當時也有瑜亮情結，兩人也保持著亦敵亦友的關係。1973年8月1日，蒙森想利用Gene Michael的短打從三壘盜回本壘。不過Michael短打失敗，而費斯克用手肘給了Michael一個拐子後準備接球觸殺蒙森。蒙森也毫不示弱地用力往費斯克撞下去，最後雙方板凳清空引發10分鐘的大亂鬥，兩位捕手最終也都遭到驅逐出場。
1973年，蒙森拿下生涯首座金手套獎，而他之後也完成了金手套3連霸。這年他的打擊率突破3成，並敲出了20轟，且成功入選明星賽。
1975年–1976年
1975年6月24日，蒙森與金鶯隊投手Mike Torrez發生口角衝突。原因是Torrez在第一局就對蒙森丟出觸身球，蒙森回敬兩支安打後，第四次打擊又被Torrez丟出觸身球。後來主審警告投手不得再丟出觸身球或近身球，結果Torrez給了蒙森一個飛吻。雙方也一度引發板凳清空，不過沒有發生互毆事件。最後蒙森擊出滾地球出局。該年蒙森締造生涯新高的3成15打擊率，在美聯排名第三。1976年球季開打前，洋基隊破天荒地宣布蒙森將成為洋基隊的隊長。該年他的打擊率為3成02，並敲出17轟與105分打點。成功幫助洋基隊睽違12年重返世界大賽，不過最後洋基隊不敵大紅機器，被紅人隊以4比0橫掃。但是蒙森也在世界大賽連6打席敲出安打，追平世界大賽紀錄。
紅人隊的捕手強尼·班奇拿下世界大賽MVP，然而紅人隊總教練Sparky Anderson卻以「拿蒙森跟班奇相比是一種羞辱」，造成蒙森極度的不滿。
1977年–1979年
1977年，蒙森的打擊率為3成08，並打回100分打點。他也成為大聯盟史上第二位能連續3年達成3成以上打擊率與100分以上打點的捕手(第一位是比爾·狄奇)。這年洋基隊又打進世界大賽，並在世界大賽上以4勝2敗擊退道奇拿下冠軍。
1978年，洋基與皇家連續3年在美聯冠軍賽相遇。蒙森在第三戰球隊4比5落後的情況下，於第8局敲出逆轉2分砲。最後洋基隊又闖入世界大賽，一樣以4勝2敗擊退道奇拿下2連霸。
蒙森也成為繼強尼·班奇後，第一位拿下新人王、金手套獎、年度MVP與世界大賽冠軍的捕手。日後也只有巨人隊的巴斯特·波西加入此行列。
1979年，洋基隊僅在美東拿下第四名，落後第一名的金鶯隊達11場勝差。這年蒙森的打擊率下滑至2成88，他也開始思考是否退休或是回到他家鄉的球隊—印地安人隊效力。當時正值7月中，洋基隊已落後金鶯隊14場勝差。

### 逝世
蒙森在休賽季也有開飛機的嗜好。而他曾購買一架Cessna Citation I噴射機作為他的私人交通工具。1979年8月2日，他一如往常的駕駛私人飛機準備降落在俄亥俄州的阿克倫-坎頓機場。飛機上除了蒙森還有他的好友Jerry Anderson以及飛行指導Dave Hall。下午3點40分，蒙森即將降落在機場的23號道路上。然而降落時，蒙森沒有開啟飛機的襟翼，造成飛機直接墜落。最後飛機一路滑行，滑行到19號道路上，最後撞上樹墩後起火燃燒。
Anderson和Hall都成功地逃過一劫，不過兩人都有燒燙傷。而蒙森最後沒有成功逃出來，由於飛機被撞到變形，蒙森的駕駛座整個被機身卡死。最終蒙森因高溫窒息而去世。後來發現蒙森因為高度力道的撞擊而造成頸椎骨折，這也是造成他無法成功逃生的原因之一。
這起意外造成美國的國家運輸安全委員會新增了蒙森條款：規定12,500磅以上的飛機不得由一人操控駕駛。

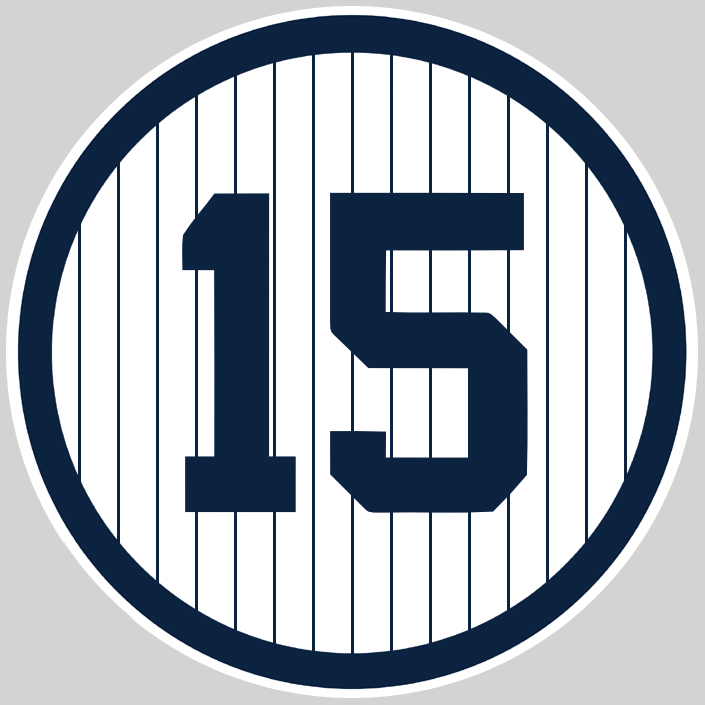
1979年，洋基隊將蒙森的15號球衣退休。

蒙森去世後，洋基隊在賽前舉辦了追思儀式。並宣布將蒙森的15號背號永久退休。洋基隊讓年僅23歲的Jerry Narron擔任先發捕手，而他也在追思儀式中坐在板凳上，以紀念長期擔任洋基捕手的蒙森。
8月6日，洋基隊的所有成員都參加了蒙森的葬禮。並由蒙森以前的好友盧·皮涅拉和Bobby Murcer念出悼詞。後來Murcer也在比賽中打回5分打點，包含一發3分砲，洋基最終以5比4贏球。1980年9月26日，洋基隊在紀念碑公園設置了一座蒙森的紀念匾額。洋基隊老闆喬治·史坦布瑞納也親自題字：
Our captain and leader has not left us, today, tomorrow, this year, next ... Our endeavors will reflect our love and admiration for him.
(我們的隊長和領導人沒有離開我們，今天、明天、今年、下次......我們的努力將反映出我們對他的愛和欽佩。)

## 個人生活
蒙森於1968年結婚。他和他妻子育有2女1子。他的太太Diana曾於1997年世界大賽第三戰擔任開球嘉賓。

## 外部連結
- 球員資訊和成績在MLB ，ESPN ，Retrosheet ，Baseball Reference ，Baseball Reference (Minors) ，Fangraphs ，The Baseball Cube （英文）
- 瑟曼·蒙森在台灣棒球維基館上的頁面（繁體中文）